# アレクサンドラ・コルコベッツ
アレクサンドラ・コルコベッツ（ロシア語: Коруковец, Александра Петровна、ラテン文字転写: Aleksandra Korukovets、1976年10月1日 - ）は、ロシアの元女子バレーボール選手。現役時代のポジションはアウトサイドヒッター。元ロシア代表。

## 来歴
- クラブチーム

サラトフ州出身。1993年、ウラロチカ・エカテリンブルクに入団。3年間在籍し、ロシアスーパーリーグでは3年連続で3位となった。1996年、Universitet-Tekhnolog Belgorodへ移籍。2000/01、2002/03シーズンのロシアスーパーリーグでは準優勝した。2001/02シーズンはリベロとして出場し、リーグのベストリベロ賞を受賞した。2004/05シーズンはスイスのヴォレロ・チューリッヒへ移籍し、スイスリーグ、スイスカップで2冠を果たした。2006/07シーズンはFakel Novy Urengoyでプレーした。2011/12シーズンにOmichka Omskで現役復帰し、ロシアスーパーリーグでは4位となった。2012/13シーズンはイタリアセリエA1のVolley 2002 Forlìでプレーした。2014/15シーズンにYenisey Krasnoyarskでのプレーをもって現役引退した。
- 代表チーム

アンダーカテゴリーの代表として1993年、U-19世界選手権で金メダルを獲得した。1995年、シニア代表に初選出され、同年の欧州選手権で銅メダルを獲得した。1996年、ワールドグランプリに出場し銅メダルを獲得した。2002年、代表復復帰しワールドグランプリで金メダルを獲得した。2004年、アテネ五輪世界最終予選に出場。同年8月のアテネ五輪では銀メダルを獲得した。

## 受賞歴
- 1995年　U-20世界選手権　ベストレシーバー賞
- 2002年　2001/02ロシアスーパーリーグ　ベストリベロ賞

## 球歴
- オリンピック - 2004年
- 欧州選手権 - 1995年
- ワールドグランプリ - 1996年、2002年、2004年

## 所属クラブ
- ウラロチカ・エカテリンブルク（1993-1996年）
- Universitet-Tekhnolog Belgorod（1996-2004年）
- ヴォレロ・チューリッヒ（2004-2005年）
- Arzano Volley（2005-2006年）
- Universitet-Tekhnolog Belgorod（2006年）
- Fakel Novy Urengoy（2006-2007年）
- Omichka Omsk（2011-2012年）
- Volley 2002 Forlì（2012-2013年）
- Atom-Kursk（2013-2014年）
- Yenisey Krasnoyarsk（2014-2015年）